# Coelotes miyakoensis
Coelotes miyakoensis är en spindelart som beskrevs av Matsuei Shimojana 2000. Coelotes miyakoensis ingår i släktet Coelotes och familjen mörkerspindlar. Inga underarter finns listade i Catalogue of Life.